# Blåbjerg Klit
Blåbjerg är en kulle i Danmark. Den ligger i regionen Region Syddanmark, i den västra delen av landet. Toppen på Blåbjerg är 53 meter över havet.
Blåbjerg är den högsta punkten i trakten. Närmaste större samhälle är Oksbøl, 13,7 km söder om Blåbjerg. På Blåbjerg växer i huvudsak blandskog.